# Animal translúcido

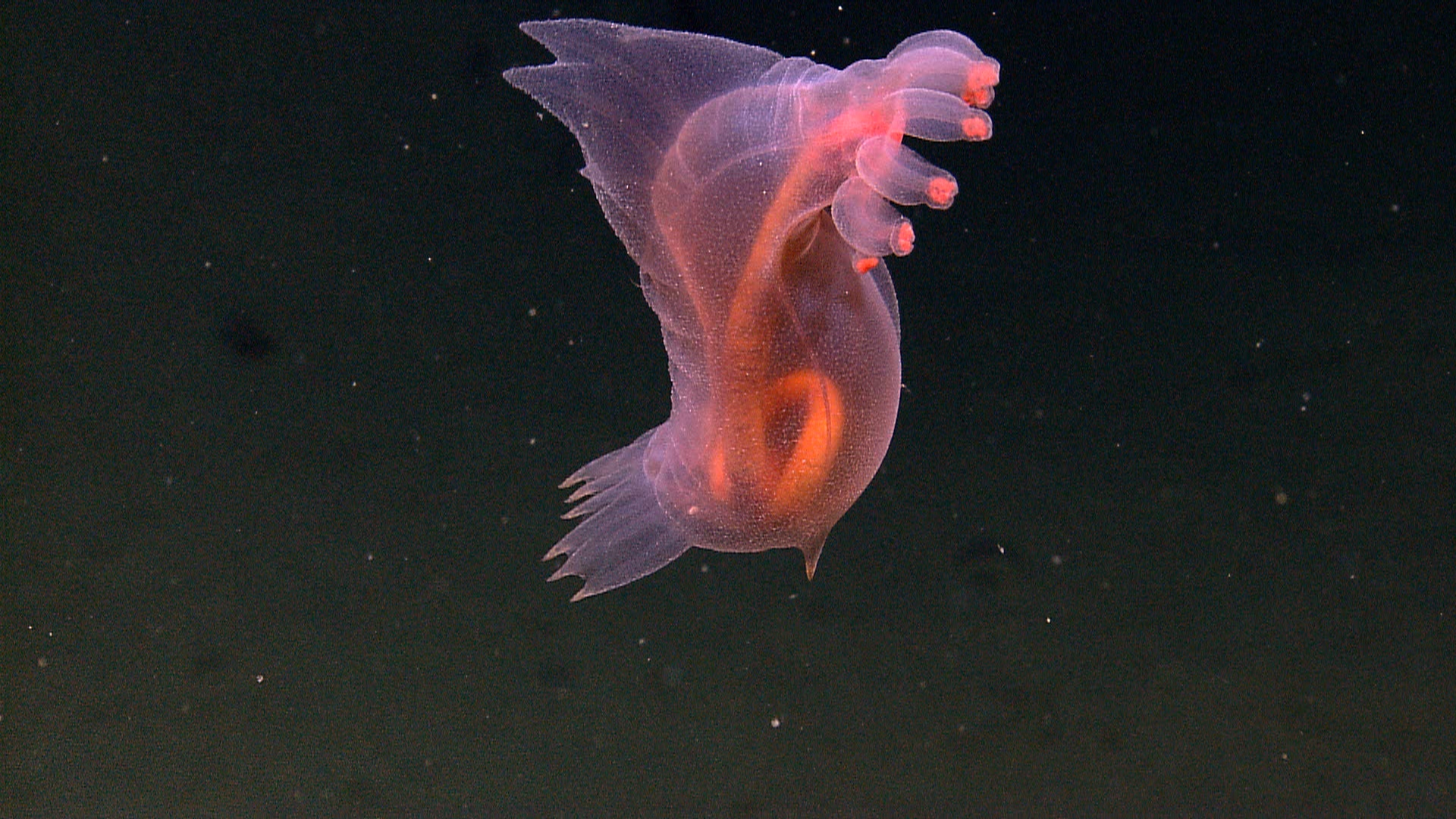
Ejemplo: Enypniastes o pepino de mar rosa.

Los animales translúcidos son organismos que no emiten ni absorben luz, por lo tanto esta pasa a través del animal dejando ver el color que se encuentra detrás, esta falta de pigmentación se ha dado gracias a la evolución. En hábitats marinas donde no existen superficies y estructuras para mimetizarse con el ambiente, la transparencia resulta ser el mejor método de camuflaje.
La mayoría de estos animales se encuentran en las profundidades del océano, donde la luz no alcanza a llegar debido a la profundidad, pero también podemos encontrar ejemplares en la superficie terrestre. Algunos de ellos dejan ver sus órganos internos, entre estos encontramos peces, ranas y medusas.

## Especies
- Rana de cristal (Centrolenidae), es una rana nativa de los bosques de América, mide entre 20 y 25 mm y se alimenta de insectos. se caracteriza por tener una piel verdosa en su área dorsal y transparente en su área ventral, lo que permite ver sus huesos que también poseen un color verdoso y todos sus órganos internos, esta peculiaridad le da el nombre.

- Greta Oto Conocida normalmente como mariposa de cristal, recibe este nombre gracias al tejido de sus alas, las cuales carecen de color. Es una especie proveniente de América central y mide entre 5 y 6mm.

- Calamar de cristal, moluscos de la familia Cranchiidae se encuentran ubicados en las profundidades medias del océano, donde podemos encontrar más de 60 especies diferentes de calamares de vidrio. Tienen un tamaño aproximado a los 200mm, su único órgano visible es la glándula digestiva y contiene órganos luminosos en sus ojos.

- El calamar ojo de sandalia es una especie perteneciente a este grupo de moluscos, mide 11 cm y sufre diferentes cambios en el      transcurso de su vida. Su nombre se da debido a que sus ojos alargados tienen forma de sandalia y las crías desarrollan ojos telescópicos los cuales los utilizan para buscar las siluetas de los animales por encima de ellas.

- Helicrocanchia Pfefferi, mide 6 cm, poseen aletas con palas pequeñas al final del cuerpo, ojos luminosos en forma de triángulo, su piel es suave y sus crías viven en aguas poco profundas.

- Megalocranchia Fisheri, mide 18 cm y habita en Hawái, las hembras poseen órganos luminosos grandes en los extremos del tercer par de brazos y sus aletas tienen forma de arpón.

- Leachia sp, mide 20 cm. Poseen dos cadenas con espinas cartilaginosas paralelas que recorren toda la parte inferior del cuerpo cerca del final.

- Galiteuthis Glacialis mide 20 cm, habita en el polo antártico, tiene tentáculos alimentarios en forma de ganchos y su parte delantera es áspera ya que contiene espinas diminutas.

- Cranchia Scabra su cuerpo es de 15 cm, su piel esta cubierta de fragmentos cartilaginosos. Cuando estos calamares son molestados introducen la cabeza y los brazos dentro del cuerpo y se hinchan hasta formar una pelota.

- El enypniastes es un Echinodermata Holothuroidea o como se conoce comúnmente, pepino de mar, es una especie que fue descubierta en el golfo de México a 3000m de profundidad. Gracias a la transparencia de su cuerpo se puede observar todo su sistema digestivo, aparato que contiene características similares a los intestinos humanos.

- El pez cocodrilo de hielo, de la familia de los Channichthyidae, este animal es conocido por su sangre transparente, esto debido a la falta de Hemoglobina, hemoproteína cuya función principal es transportar oxígeno y darle color; este animal a diferencia de otros, puede sobrevivir sin esta importante proteína debido al tamaño de su corazón.

- Phronima es un crustáceo de mar profundo, es translúcido y se alimenta de plancton.

- El pulpo de cristal es un pulpo gelatinoso, posee ojos rectangulares y lentes esféricos a sus lados, sus brazos son más largos que el cuerpo y su glándula digestiva siempre permanece de forma vertical cuando los organismos se encuentran vivos. Cuenta con un contra-sombreado inverso; si se da la luz frente del animal, las superficies superiores claras de estos se igualan a la arena clara o al lado, mientras que la parte de abajo oscura se iguala al agua oscura de arriba; los mejores pulpos en camuflaje son llamados sepias.

- El pulpo violeta, el cual mide desde 11 centímetros hasta los 45. Habita en regiones tropicales y subtropicales en todo el mundo, posee una apertura ancha hasta la cavidad branquial y aparentemente se aparean cerrando el macho a la hembra dentro de su membrana.

- El pulpo telescopio es otro de estos asombrosos animales, mide desde 10 cm hasta los 30 cm, habita en las profundidades en las aguas del Indo pacífico tropical. No se conoce mucho acerca de su biología pero su cantidad de ventosas y branquias diferencias a esta especie de cualquier otra especie existente de pulpos.